# Gracia Baur
Gracia Arabella Baur, sous le nom de Gracia, est une chanteuse allemande, née le 18 novembre 1982 à Munich.

## Biographie
Elle est nommée par ses parents Gracia, en hommage à la princesse Grace de Monaco, décédée deux mois avant sa naissance.
En 2000, Gracia participe à la première saison du Popstars allemand, mais elle ne se qualifie pas pour la finale.
En 2002-2003, elle participe à Deutschland sucht den SuperStar, la version allemande de Pop Idol, poussée par le succès de son premier album, figurant dans le Top 10 des charts allemands, grâce aux singles « Je ne Think So » et « I Believe In Miracles ». Par la suite, elle s'associe avec d'autres finalistes de l'émission (Daniel Küblböck, Nektarios Bamiatzis et Stephanie Brauckmeyer) sous le nom de 4 United pour chanter Don't Close Your Eyes en faveur d'un organisme de bienfaisance.
Gracia est sélectionnée pour participer en 2005 au Concours Eurovision de la chanson avec le titre Run & Hide, produit et composé par David Brandes. Lors de la finale du 21 mai à Kiev, en Ukraine, Gracia termine à la dernière place (24ème) avec seulement 4 points.